# Петар Ичко
Петар Ичко (Ичкоглија, Ичкоглић) (Катраница, 1755 — Београд, 16. мај 1808) био је српски и османски дипломата и трговински агент.

## Биографија
Петар Ичко је рођен 1755. године у мјесту Катраница у Егејској Македонији. Сели се на југ у Бачку Паланку, да би прво живио у Земуну, а потом од средине осамдесетих година 18. вијека долази у Београд, гдје је био трговачки посредник. Добро је знао турски језик и обичаје, као и њемачки и француски, а био је вичан и дипломатским пословима. Радио је у османској дипломатској служби као драгоман (тумач) код Хаџи Мустафа-паше и отправник послова у османском посланству у Берлину. Током пашиног живота играо је значајну улогу у његовој борби против јањичара и у одржавању контаката између паше и српских првака. Био је сердар влашког кнеза Мурузија и базрђанбаша (конзул) солунских и земунских трговаца у Београду (1792—1796, 1800—1801). Као представник овог трговачког слоја био је непосредно заинтересован за несметани трговачки промет са Аустријом, нарочито у трговини памуком и кордованом.

### Први српски устанак
Из Земуна, гдје се склонио од дахија, враћа се у Србију да помогне у подизању Првог српског устанка. Митрополит Стефан Стратимировић, који га је добро познавао, истиче његову способност и признаје утицај. Био је веома добар пријатељ са Јанком Катићем и Алексом Ненадовићем, а послије се спријатељио са Карађорђем. Као представник устаника на преговорима са Турцима у Цариграду 1806. године, заједно са кнезом Милићем из Ћићевца, кнезом Живком Параћинцем и секретаром Стеваном Јевтићем, изнио је српске захтјеве са циљем закључења мира, касније познатог као Ичков мир. Октобра исте године, враћа се са вијешћу из Цариграда да је Порта прихватила српске захтјеве да Србија добије независну унутрашњу управу и све тврђаве у земљи, да се протјерају јањичари и крџалије, али под условом да у знак султановог суверенства у Београду буде султанов мухасил са 150 Турака, коме ће српски кнезови предавати годишњи данак Порти. Иако је добио задатак да оде у Цариград и узме царски берат (новембар 1806 — фебруар 1807), до остварења мира није дошло пошто су Срби наставили борбу за коначно ослобођење од Турака.

Био је масон. По оснивању београдског магистрата постао је његов први предсједник 1807. године. У мају 1808. године, када се враћао са једне гозбе у Топчидеру, нагло му је позлило и једва је дошао кући у Београд. Чинили су све да га спасу од отрова, али нису могли. Сумњало се да су га отровали пријатељи руског царског представника Константина Родофиникина. Пишући о томе, Милан Милићевић је 1888. године рекао:
Од кога му је дошла смрт, не знам, али знам, да му Срби морају бити вазда захвални за његове разумне и родољубиве радове...
 Сахрањен је код манастира Раковице.